# Antiagrion blanchardi
Antiagrion blanchardi är en trollsländeart som först beskrevs av Selys 1876.  Antiagrion blanchardi ingår i släktet Antiagrion och familjen dammflicksländor. IUCN kategoriserar arten globalt som sårbar. Inga underarter finns listade i Catalogue of Life.